# Yves Baré
Jean Yves Christian Baré (ur. 28 października 1938 w Juprelle  – zm. 1 kwietnia 2010) – belgijski piłkarz grający na pozycji prawego obrońcy. Był reprezentantem Belgii.

## Kariera klubowa
Swoją piłkarską karierę Baré rozpoczął w klubie RFC Liège, w którym w sezonie 1959/1960 zadebiutował w pierwszej lidze belgijskiej. W sezonie 1960/1961 wywalczył z nim wicemistrzostwo Belgii. W 1970 roku odszedł z RFC do Beerschotu. W sezonie 1970/1971 zdobył z nim Puchar Belgii. W latach 1970–1972 grał w trzecioligowym Patro Eisden, w którym zakończył karierę.

## Kariera reprezentacyjna
W reprezentacji Belgii Baré zadebiutował 5 października 1961 roku w przegranym 0:2 meczu eliminacji do MŚ 1962 ze Szwecją, rozegranym w Brukseli. W kadrze Belgii grał też w eliminacjach do Euro 64, do MŚ 1966 i do Euro 68. Od 1961 do 1967 roku rozegrał 21 meczów w kadrze narodowej.

## Kariera trenerska
Po zakończeniu kariery piłkarskiej Baré został trenerem. Prowadził: Patro Eisden (1972-1974), RFC Liège (1976-1978) i RFC Seraing (1978-1982).